# Chryse Chaos

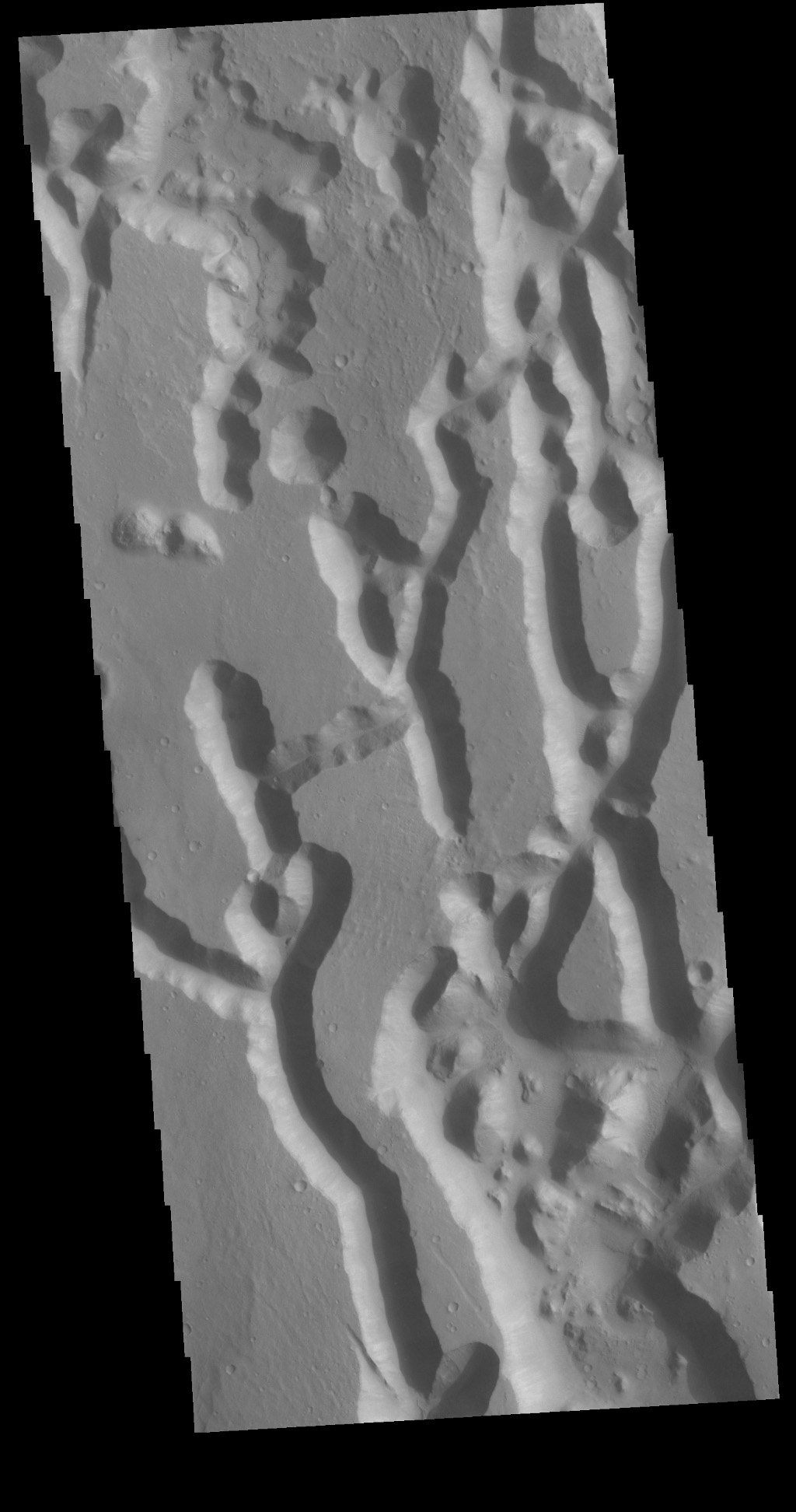
Topographie de Chryse Chaos.

Chryse Chaos est un chaos, résultant d'une ancienne vallée fluviale de Chryse Planitia sur la planète Mars. Il est situé à 13° 06′ N, 318° 36′ E.

## Géologie
Le chaos désigne une zone de terrain accidenté, le relief de Chryse Chaos est constitué de mésas escarpées et rapprochées. Les terrains chaotiques ont été formés il y a 2 à 3,8 milliards d'années, l'eau en profondeur, sous pression, a créée ces terrains quand elle est sortie à la surface par des fissures. On voit notamment sur l'image capturée par la NASA lors de la mission THEMIS, la formation de mésas isolés. Les canaux s'érodent, ce qui crée les mésas en séparant les plateaux les uns des autres. On voit aussi sur le bas de l'image les résultats de l'érosion d'anciennes mésas.
Chryse Chaos  est avec Hydraotes Chaos le point de départ de Tiu Valles, ce dernier se jetant dans Chryse Plantia.
L'image infrarouge prise par THEMIS capte le rayonnement thermique de la surface martienne. Les zones claires sont les plus chaudes, les zones sombres sont composées de matériaux fins et refroidissent plus rapidement que les surfaces plus dures et résistantes. Les zones les plus claires sont donc des zones ayant subit plus d'érosion, ce qui a mis à jour les couches de basalte riche en olivine contrairement aux zones plus sombres ou des matériaux fins tel que le sable ou la poussière subsiste.